# ديرك ديمول
ديرك ديمول (بالفرنسية: Dirk Demol)‏ (و. 1959  م) هو راكب دراجة هوائية، ومدير رياضي ‏ بلجيكي، ولد في كورني، شارك في طواف إسبانيا، وطواف فرنسا.

## سباقات أو مراحل فاز بها
| التاريخ        | السباق                          | المركز                  |
| -------------- | ------------------------------- | ----------------------- |
| 01 يونيو 1980  | Paris–Roubaix Espoirs 1980      |                         |
| 29 أبريل 1982  | 1982 Sint-Elooisprijs           |                         |
| 26 يوليو 1982  | 1982 Grote Prijs Raf Jonckheere |                         |
| 04 سبتمبر 1984 | 1984 Izegem Koers               | الفائز في التصنيف العام |
| 27 سبتمبر 1984 | 1984 Omloop van het Houtland    |                         |
| 01 يناير 1985  | دريفينكويرز أوفيريجز 1985       |                         |
| 11 أبريل 1985  | جائزة دينين الكبرى 1985         | العاشر في التصنيف العام |
| 25 أبريل 1985  | 1985 Sint-Elooisprijs           |                         |
| 02 أكتوبر 1986 | 1986 Omloop van het Houtland    |                         |
| 01 مارس 1987   | كرونا بروكسل 1987               |                         |
| 12 سبتمبر 1987 | كامبيونشاب فان فلانديرن 1987    |                         |
| 29 سبتمبر 1987 | 1987 Stadsprijs Geraardsbergen  | الفائز في التصنيف العام |
| 10 أبريل 1988  | سباق باريس روبيه 1988           | الفائز في التصنيف العام |
| 11 سبتمبر 1988 | جي بي دي فورميس 1988            |                         |
| 01 يناير 1990  | ثلاثة أيام فلاندرز الغربية 1990 | الفائز في التصنيف العام |

## وصلات خارجية
- ديرك ديمول على موقع IMDb (الإنجليزية)
- ديرك ديمول على موقع أرشيف الدراجات (الإنجليزية)
- ديرك ديمول على موقع إحصائيات الدراجات الإحترافية (الإنجليزية)
- ديرك ديمول على موقع CycleBase (الإنجليزية)

- ديرك ديمول في قاعدة بيانات الأفلام على الإنترنت